# Суђење Мери Дуган
„Суђење Мери Дуган” је југословенски ТВ филм из 1961. године. Режирао га је Владимир Царин а сценарио је написао Bayard Veiller.

## Улоге
| Глумац               | Улога |
| -------------------- | ----- |
| Мери Бошкова         |       |
| Станко Буханац       |       |
| Душан Крцун Ђорђевић |       |
| Божидар Дрнић        |       |
| Владимир Медар       |       |
| Марија Милутиновић   |       |
| Воја Мирић           |       |
| Марица Поповић       |       |
| Милан Пузић          |       |
| Миливоје Томић       |       |